# 2,6-Diaminopimelinsäure
2,6-Diaminopimelinsäure (DAP) ist – wenn nicht anders angegeben – eine Gemisch von drei stereoisomeren organisch-chemischen Verbindungen, das zur Gruppe der Aminosäuren zählt.

## Aufbau und Stereochemie
Diaminopimelinsäure besteht aus einer C7-Kette mit endständigen Carboxygruppen. An den benachbarten Kohlenstoffatomen befindet sich jeweils eine Aminogruppe. Diaminopimelinsäure ähnelt dem Lysin, besitzt aber eine zusätzliche Carboxygruppe. Das Molekül ist amphoter, da es sowohl saure als auch basische Gruppen enthält.
Die 2,6-Diaminopimelinsäure enthält zwei Stereozentren, die gleich substituiert sind. Es gibt also drei Stereoisomere, die (2S,6S)-Form, die dazu spiegelbildliche (2R,6R)-Form sowie die meso-Form.

## Biologische Bedeutung
Die größte Bedeutung besitzt Diaminopimelinsäure als Baustein der Peptidoglycane, Substanzen, die in der Zellwand von gramnegativen und grampositiven Bakterien vorkommen, wobei Diaminopimelinsäure lediglich in Peptidoglycanen von gramnegativen Bakterien vorhanden ist, während in grampositiven Bakterien Diaminopimelinsäure mit L-Lysin substituiert ist. In der meso-Form verknüpft Diaminopimelinsäure zusammen mit anderen Aminosäuren die Kohlenhydrate der N-Acetylmuraminsäure miteinander, die zusammen mit N-Acetylglucosamin das Zuckerrückgrat von Peptidoglycan bilden. Diaminopimelinsäure ist keine proteinogene Aminosäure.